# AG Real Estate
AG Real Estate (voorheen Fortis Real Estate) is de vastgoedgroep van AG Insurance, een dochtervennootschap van de internationale verzekeringsgroep Ageas.
Met een beheerd vermogen van 6,5 miljard euro is AG Real Estate de grootste vastgoedgroep in België.
De groep is actief in vier domeinen: vastgoedvermogensbeheer, vastgoedontwikkeling (via o.m. AG Residential), vastgoedfinanciering en het beheer (via haar dochteronderneming Interparking) van openbare parkeergarages. AG Real Estate is actief in een tiental landen en telt wereldwijd meer dan 2.600 werknemers.

## Historie
Het in 1824 opgerichte Fortis AG (Assurances Générales) investeerde steeds massaal in vastgoed met als doel haar activa te diversifiëren als dekking voor de wiskundige verzekeringsreserves.
De vastgoedtak van Fortis groeide sterk sinds 1990 en werd omgedoopt in Fortis Real Estate, de vastgoedvermogensbeheerder voor Fortis in België. Om haar producten- en klantenportfolio verder te diversifiëren kocht Fortis Real Estate op 12 juli 2002 Bernheim-Comofi, een vastgoedgroep actief in de ontwikkeling en het beheer van vastgoed.
Op 1 juli 2006 fusioneerde Fortis AG met Fortis Bank Verzekeringen tot Fortis Insurance Belgium. Op 11 juni 2009 veranderde de naam naar AG Insurance. Ageas en BNP Paribas Fortis bezitten respectievelijk 75% en 25% van de aandelen in AG Insurance.
Sinds 21 september 2010 gaat Fortis Real Estate door het leven als AG Real Estate. Op het totaal van de activa van AG Insurance vertegenwoordigen de vastgoedinvesteringen van AG Real Estate ongeveer 8%. Het jaarlijkse investeringsbudget dat aan AG Real Estate wordt toevertrouwd, bedraagt ongeveer 450 miljoen euro.
Het hoofdkantoor van AG Real Estate is gevestigd in het Arts-Lux gebouw, een zelf ontwikkeld gebouw in het centrum van Brussel.

## Activiteiten

### Vastgoedvermogensbeheer
Vastgoedinvesteringen
Als investeerder heeft AG Real Estate een vastgoedportefeuille met een waarde van meer dan 6,5 miljard euro, bestaande uit kantoren, winkelcentra, andere winkels, rusthuizen, semi-industriële en residentiële eigendommen. Ongeveer 35 procent van de vastgoedactiva van de groep bevindt zich in het buitenland, vooral in Frankrijk, Luxemburg en Duitsland. Het vastgoedportfolio van AG Real Estate omvat in België onder meer de Anspachgalerij, de IT Tower, City 2, het Urbiscomplex en Parking 58.

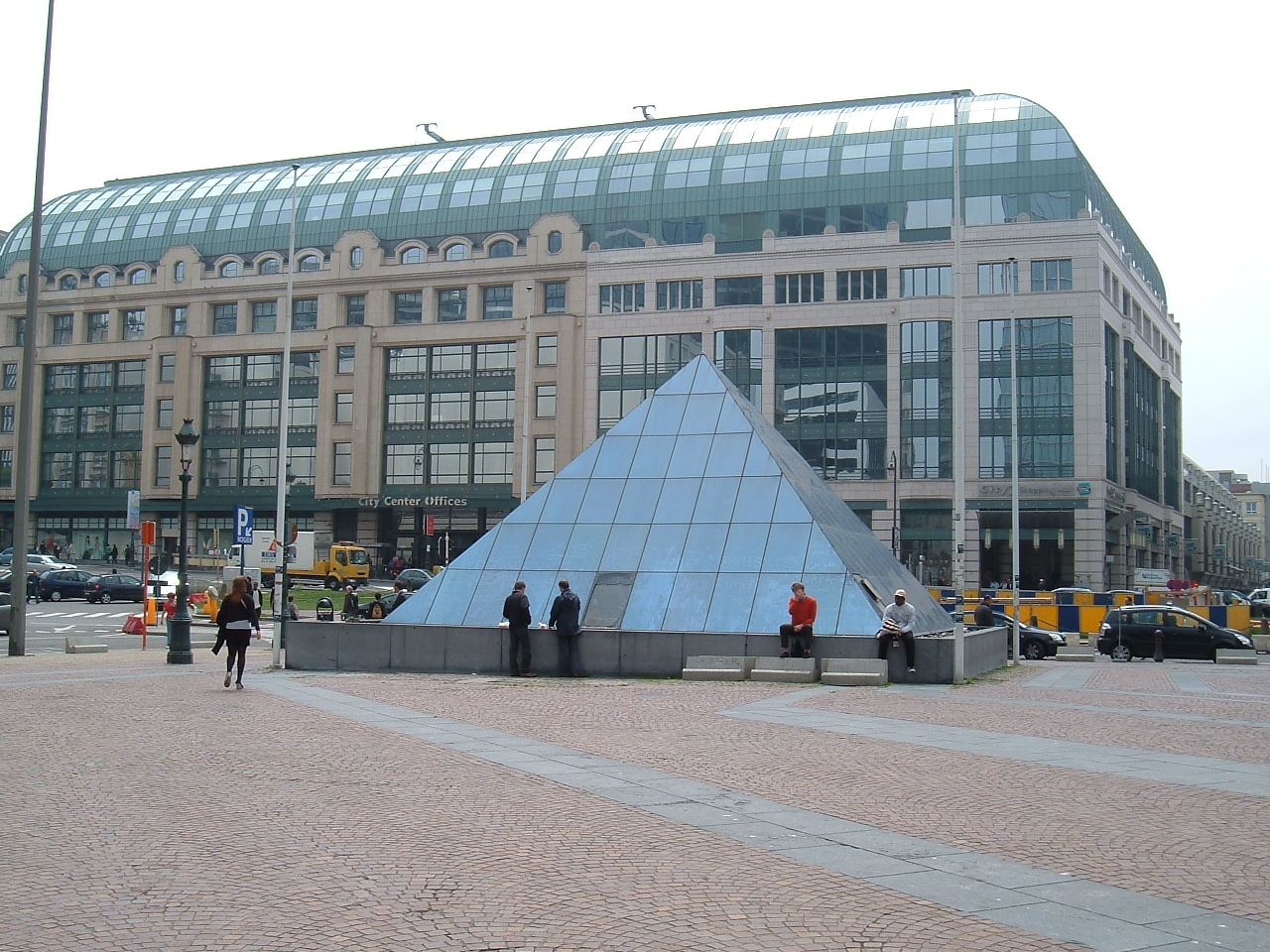
Het kantoorgebouw City Center en het winkelcentrum City 2

Het verhuurbeheer van het merendeel van de kantoorgebouwen, logistieke en commerciële centra, wordt intern verzorgd. AG Real Estate is Belgisch marktleider in het beheer van winkelcentra.
Sinds 2012 breidt de groep tevens haar portefeuille van rusthuisvastgoed uit. Aanvankelijk werden enkel rusthuizen in Vlaanderen overgenomen, maar sinds 2015 werden tevens rusthuizen in het buitenland overgenomen.
Emittent van vastgoedcertificaten
De Asset Management-afdeling van AG Real Estate wordt beschouwd als een pionier in het papieren vastgoed in België door de lancering in 1963 van de eerste vastgoedcertificaten. Sindsdien werden er 42 vastgoedcertificaten uitgegeven en beheerd door AG, waaroder de certificaten voor Woluwe Shopping Center, Woluwe Extension en Kortrijk Shopping.
Bevaks
In december 1995 introduceerde AG Real Estate de eerste Belgische vastgoedbevak Befimmo (kantoorgebouwen) op Euronext. Op 29 november 1995 werd Befimmo als vastgoedbevak erkend door de Commissie voor het Bank-, Financie- en Assurantiewezen. 63% van de aandelen werd naar de beurs gebracht; de rest bleef in handen van de hoofdaandeelhouder Bernheim-Comofi. Eind 2011 bedroeg het deel van AG en verbonden partijen nog 17,4%. Befimmo maakt sinds maart 2009 deel uit van de BEL20. Sinds september 2016 is AG Real Estate nog voor 10,4% aandeelhouder van Befimmo. Befimmo's marktkapitalisatie bedroeg in 2017 ongeveer € 1,3 miljard.
In 2006 werd een tweede Belgische vastgoedbevak gelanceerd: Ascensio. Ascencio's vastgoedportefeuille bestaat voornamelijk uit supermarkten en winkelcentra. AG Real Estate bezit eind 2016 nog 12% van de uitstaande aandelen van Ascencio. In maart 2017 bedroeg Ascencio's marktkapitalisatie 393 miljoen EUR.

### Vastgoedontwikkeling
Residentieel vastgoed
De groep is onder de naam AG Residential actief als bouwheer van residentieel vastgoed en beoogt vanaf 2014 ongeveer 500 tot 1.000 woningen per jaar te ontwikkelen in België en Luxemburg.
Tot de lopende residentiële projecten behoren de ontwikkeling van Canal Wharf in Brussel, Tweewaters in Leuven en Alliance in Eigenbrakel.
Kantoorvastgoed en andere
AG Real Estate ontwikkelde reeds meer dan 2 miljoen m² aan kantoorgebouwen, commercieel vastgoed en gemengde projecten.
Diverse kantoorgebouwen in de Noordwijk werden zo opgetrokken door AG Real Estate, waaronder het North Light-gebouw en het Ellipse-gebouw.

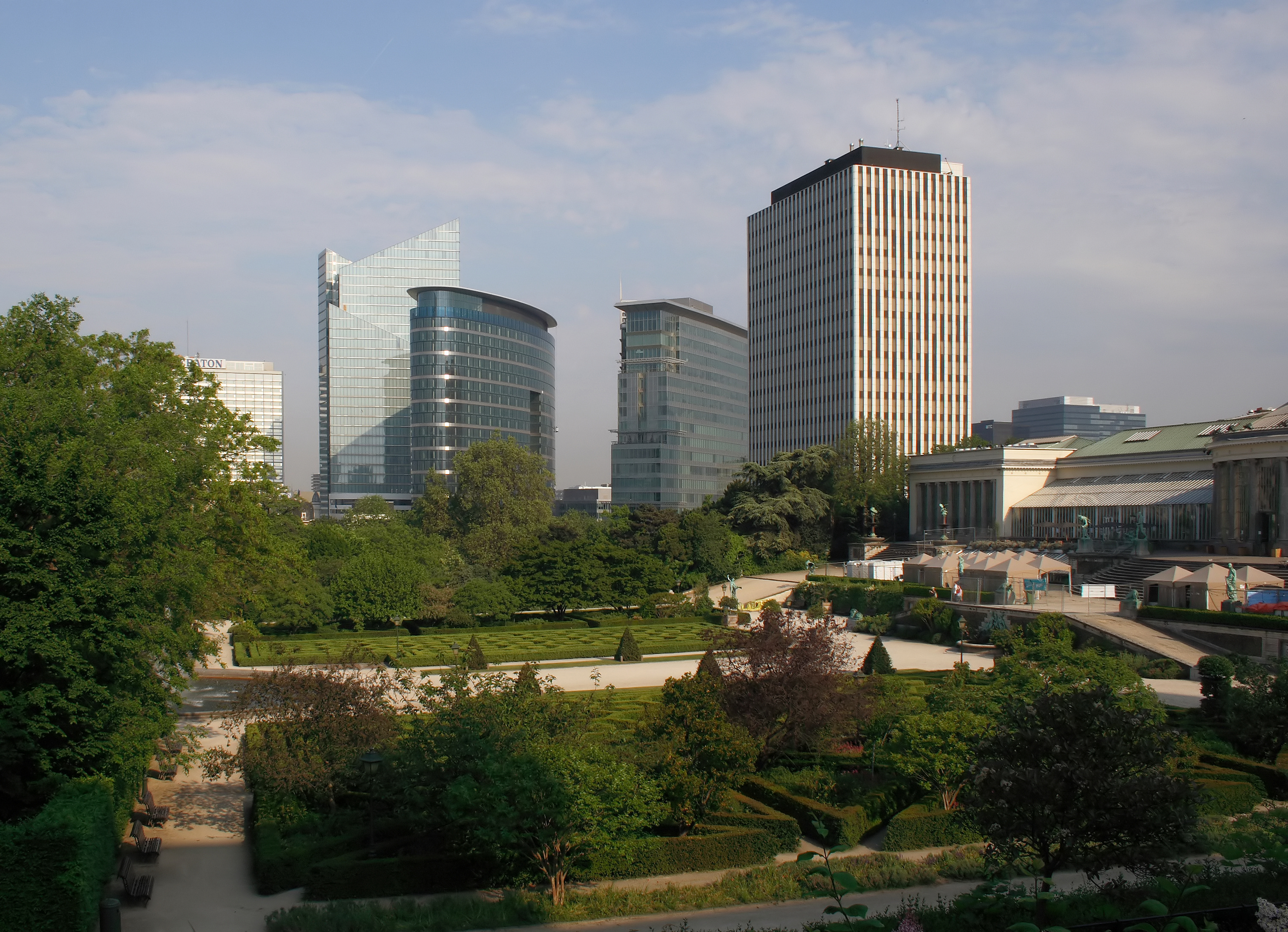
Skyline van de Noordwijk

AG Real Estate is eigenaar van Westland Shopping te Anderlecht en ontwikkelde recent ook het winkelcentrum The Mint (het voormalige Muntcentrum).

### Vastgoedfinanciering en PPS-projecten
Als ontwikkelaar heeft de groep in Europa ongeveer een veertigtal projecten lopen, goed voor ongeveer 800.000 m².
Momenteel is AG Real Estate als afgevaardigd bouwheer eveneens betrokken bij het grootste PPS-project van België, "Scholen van Morgen", een DBFM (Design, Build, Finance, Maintain) aanpak om 182 scholen in Vlaanderen te ontwikkelen, goed voor een bebouwde oppervlakte van 710.000 m².
De groep biedt tevens financieringsoplossingen voor andere PPS-projecten en infrastructuurprojecten in de Benelux. In 2009 werd zo het nieuw administratief centrum van de stad Antwerpen opgeleverd (40.000 m²).

### Beheer van openbare parkeergarages
De multinational Interparking, voor 51% een dochteronderneming van AG Real Estate, is de derde grootste Europese marktspeler en is actief in het ontwerp, de ontwikkeling en het beheer van openbare parkings. Interparking is actief in een tiental landen, met recente projecten in Polen en Roemenië. In Duitsland en Oostenrijk worden de parkings beheerd onder de naam ‘Contipark’.
AG Real Estate baat via Interparking in 350 steden ongeveer 600 parkings (ongeveer 290.000 parkeerplaatsen) uit, waarvan 68 in België. De Interparking Group behaalde in 2011 een omzet van meer dan 300 miljoen euro en een winst van meer dan 32 miljoen euro.

### Internationale expansie
Eind 2011 verwierf AG Real Estate 33% in het Amerikaanse DTH Partners, een residentiële ontwikkelaar in New York. DTH Partners is onder meer eigenaar van het kantoorgebouw Pine Street 70, het zevende hoogste gebouw in New York. Het gebouw wordt omgevormd tot een residentiële woontoren met 1.000 appartementen. De totale vloeroppervlakte van het 66 verdiepingen tellende gebouw bedraagt 80.400 m².
In april 2013 verwierf AG Real Estate een participatie van 20% in de Franse beursgenoteerde shoppingcentragroep Frey. Frey legt zich onder meer toe op shoppingcentra die winkelen en ontspanning in een milieuvriendelijke omgeving combineren.

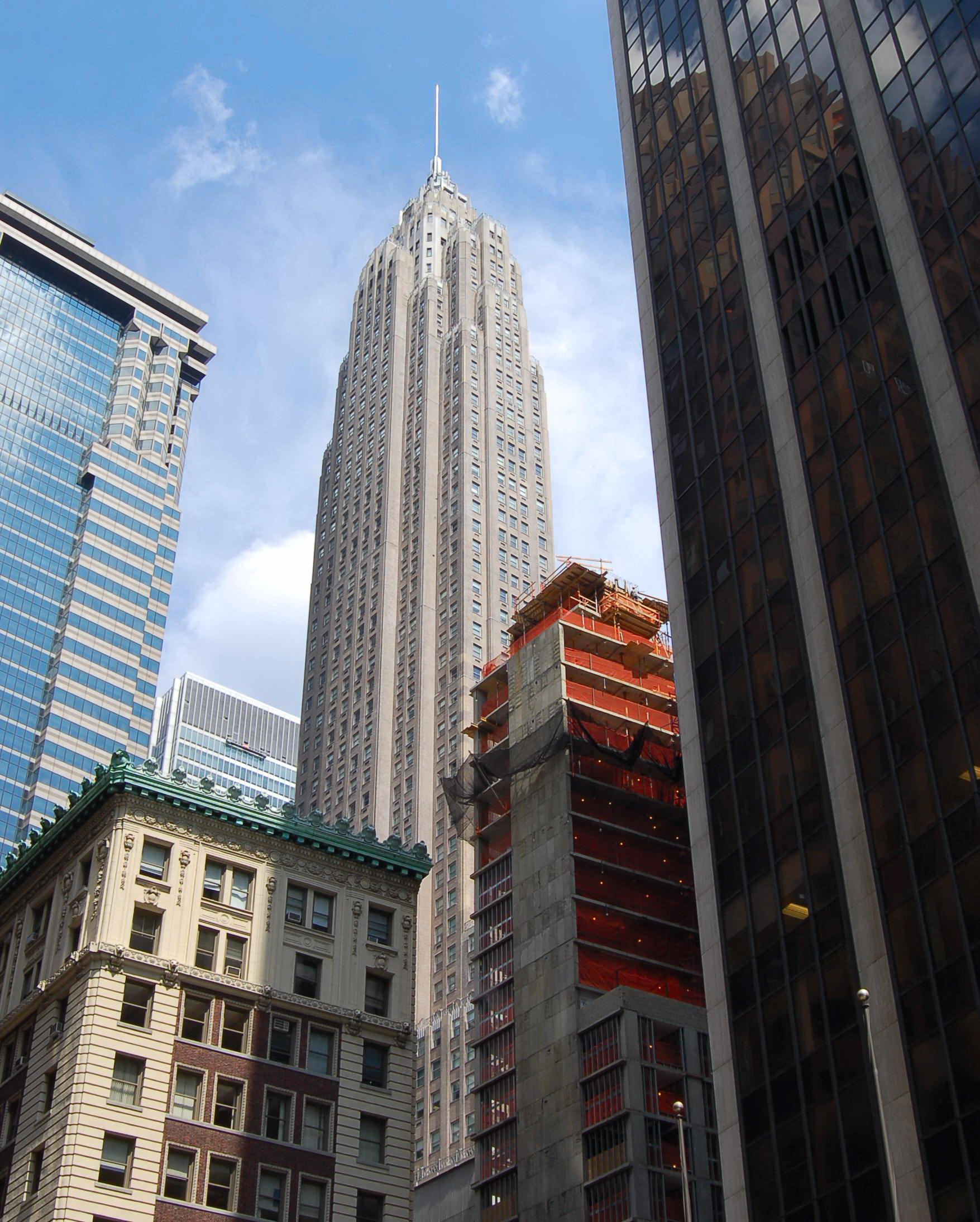
Pine Street 70

Ter aanvulling van de verworven rusthuizen in Vlaanderen, werd de groep in 2016 hoofdaandeelhouder van een Duitse rusthuizenportefeuille. Die overname resulteerde in een verdubbeling van haar rusthuizenportefeuille tot 263 miljoen euro.